# Lista de conflitos envolvendo a França

## Tabela
| Conflito                                                         | Combatente 1 | Combatente 2 | Resultado |
| ---------------------------------------------------------------- | --- | --- | --- |
| Guerra dos Cem Anos (1337–1453)                                  | Reino da França Coroa de Castela Ducado da Bretanha (Blois) Reino da Escócia República de Gênova Reino da Boêmia Coroa de Aragão | Reino da Inglaterra Ducado da Borgonha Ducado da Bretanha (Montfort) Reino de Portugal Reino de Navarra Condado da Flandres Condado de Hainaut Ducado da Aquitânia                      | Vitória |
| Guerra dos Trinta Anos (1618 – 1648)                             | Reino da Suécia Boêmia Dinamarca-Noruega (1625–1629) República dos Países Baixos Escócia Inglaterra França Saxônia Eleitorado do Palatinato Brandemburgo-Prússia Brunsvique-Luneburgo Transilvânia Rebeldes magiares anti-habsburgos Apoio: Czarado da Rússia Império Otomano                                                     | Sacro Império Romano-Germânico - Liga Católica - Áustria Baviera Hungria Reino da Croácia Espanha Dinamarca-Noruega (1643–45) Apoio: - Polônia - Cossacos de Zaporizhzhya               | Vitória - Paz de Vestfália |
| Guerra Revolucionária Americana (1775–1783)                      | Estados Unidos - República de Vermont França · Espanha Co-beligerantes: Sete Províncias Unidas · Mysore Várias tribos de índios nativos | Grã-Bretanha - Lealistas americanos - Quebec Hanôver Mercenários alemães: - Hesse-Kassel - Hesse-Hanau - Waldeck - Brunsvique - Ansbach - Anhalt-Zerbst Várias tribos de índios nativos | Vitória - Tratado de Paris - Reino da Grã-Bretanha reconhece a independência dos Estados Unidos |
| Quase-guerra (1798–1800) parte da Guerra Revolucionária Francesa | França · Espanha | Estados Unidos · Grã-Bretanha | Indecisivo - Cessação pacífica de aliança franco-americana - Fim de ataques de corsários franceses sobre o transporte americano - Neutralidade e renúncia de reclamações americanas contra a França.                                                                    |
| Guerra das Laranjas (1801)                                       | Império Espanhol França | Império Português - Estado do Brasil | Derrota - Conquista de territórios ao sul do Brasil. - Perda de territórios na Guiana. |
| Invasão da Guiana Francesa (1809)                                | Império da França | Império Português · - Estado do Brasil · Reino Unido da Grã-Bretanha e Irlanda | Derrota - Guiana Francesa ocupada por Portugal até 1817. |
| Campanha da Rússia (1812)                                        | França · Varsóvia · Itália · Nápoles · Saxônia · Baviera · Vestfália · Württemberg · Hesse · Berg · Baden · Suíça · Áustria · Prússia · Espanha | Rússia · Apoiado por: · Reino Unido | Derrota - Destruição do exército francês. |
| Sexta Coligação (1812-1814)                                      | França | Império Russo | Derrota - Destruição do exército francês |
| Governo dos Cem Dias (1815)                                      | França | Império Russo | Derrota - Destruição do exército francês |
| Guerra da Cochinchina (1858–1862)                                | Segundo Império Francês · Reino da Espanha | Império do Vietnã | Vitória - Tratado de Saigon |
| Guerra franco-prussiana (1870-1871)                              | Terceira República Francesa | Confederação da Alemanha do Norte | Derrota - Destruição do exército francês - Dissolução do Segundo Império Francês - Fundação do Império Alemão |
| Intrusão Francesa no Amapá (1895)                                | França | Brasil | Derrota - Expulsão das tropas francesas do Amapá. |
| Primeira Guerra Mundial (1914–1918)                              | França · Reino Unido · Rússia · Estados Unidos · República da China · Reino de Itália · Império do Japão · Canadá · Austrália · Nova Zelândia · Índia britânica · Reino da Sérvia · Reino da Romênia · Bélgica · Reino da Grécia · Portugal · Brasil · Haiti                                                                      | Império Alemão · Áustria-Hungria · Império Otomano · Reino da Bulgária | Vitória - Fim do Império Alemão, Império Russo, Império Otomano e Império Austro-Húngaro - Formação de novos países na Europa e no Oriente Médio - Transferência de colônias alemãs e regiões do antigo Império Otomano a outras potências - Criação da Liga das Nações |
| Guerra Civil Russa (1918–1920)                                   | Movimento Branco · Reino Unido · Estados Unidos · Índia britânica · Japão · Tchecoslováquia · Reino da Grécia · Polônia · França · Reino da Romênia · Reino da Sérvia · Reino de Itália · República da China | Rússia soviética · República do Extremo Oriente | Derrota - Retirada Aliada da Rússia - Vitória dos bolcheviques sobre Exército Branco |
| Guerra Franco-Turca (1920-1921)                                  | França | Turquia | Derrota - Tratado de Paz da Cilícia - Tratado de Ancara (1921) - Tratado de Lausanne. |
| Segunda Guerra Mundial (1939–1945)                               | União Soviética · Estados Unidos · Reino Unido · República da China · Polônia · Canadá · Austrália · Nova Zelândia · Índia britânica · Mongólia · Iugoslávia · Reino da Grécia · Dinamarca · Noruega · Holanda · Filipinas · Bélgica · Luxemburgo · Tchecoslováquia · Brasil · México · Etiópia · Viet Minh · El Salvador · Haiti | Alemanha Nazista · França de Vichy · Japão · Reino de Itália · Hungria · Romênia · Bulgária · Finlândia · Tailândia · Mengjiang · Croácia · Albânia                                     | Vitória - O colapso do Terceiro Reich - Derrota e dissolução de França de Vichy - Falha do Império Japonês e Império Italiano - Criação das Nações Unidas - Surgimento dos Estados Unidos e da União Soviética como superpotências - Início da Guerra Fria              |
| Primeira Guerra da Indochina (1946–1954)                         | França Camboja Laos Estados Unidos | Viet Minh Pathet Lao Khmer Issarak | Derrota - Conferência de Genebra; Indochina Francesa particionada em Vietnã do Norte, Vietnã do Sul, Laos e Camboja. |
| Guerra da Lagosta (1961–1963)                                    | França | Brasil | Derrota - Retirada de navios franceses. - Resolução pacífica do conflito. |